# Litteraturåret 1959

## Händelser
- 4 september – Lars Gustafsson uppmärksammas för romanen Poeten Brumbergs sista dagar och död[1].

## Priser och utmärkelser
- Nobelpriset: Salvatore Quasimodo, Italien[2]
- ABF:s litteratur- & konststipendium – Lennart Fröijer och Åke Wassing
- Aftonbladets litteraturpris – Willy Kyrklund
- Bellmanpriset – Werner Aspenström
- BMF-plaketten – Åke Wassing för Dödgrävarens pojke
- De Nios Stora Pris – Anders Österling, Evert Taube
- Doblougska priset – Gustav Hedenvind-Eriksson, Sverige och Aksel Sandemose, Norge
- Eckersteinska litteraturpriset – Gulli Lindström
- Landsbygdens författarstipendium – Irja Browallius, Olle Svensson, Gunnar Ericsson och Ewert Karlsson
- Litteraturfrämjandets stora pris – Tage Aurell
- Villa Massimo – Hans Magnus Enzensberger
- Stig Carlson-priset – Östen Sjöstrand
- Svenska Akademiens översättarpris – Birgitta Hammar
- Svenska Dagbladets litteraturpris – Bengt Söderbergh och Kurt Salomonson
- Sveriges Radios Lyrikpris – Sten Hagliden
- Tidningen Vi:s litteraturpris – Karl Rune Nordkvist och Vilgot Sjöman
- Östersunds-Postens litteraturpris – Gustav Hedenvind-Eriksson
- Övralidspriset – Ragnar Josephson

## Nya böcker

### 0 – 9
- 30 meter mord, detektivroman av Kerstin Ekman

### A – G
- Andas barn av Janne Bergquist
- Boken om Manne av Erik Asklund
- Britta tar befälet av Folke Fridell
- Den svenska människan av Birger Vikström
- Det lilla testamentet och strödda ballader av François Villon
- Ett landskap av Birgitta Trotzig
- Gismus jägares saga av Gustav Hedenvind-Eriksson
- Goldfinger av Ian Fleming

### H – N
- Hemligheten av Moa Martinson
- Katt bland duvor av Agatha Christie
- Klänningen av Ulla Isaksson
- Komedi i Hägerskog av Artur Lundkvist
- Koncentration och storföretag av C.-H. Hermansson
- Luciafirarna av Elsa Grave
- Mina svenska kusiner av Astrid Lindgren[3]
- Muren av Jan Fridegård

### O – U
- Opus incertum av Gunnar Ekelöf
- Parasit av Bosse Gustafson
- Pjäser för barn och ungdom, första samlingen av Astrid Lindgren[4]
- Poeten Brumbergs sista dagar och död av Lars Gustafsson
- Positiv försvarspolitik av Elsa Grave
- Sista brevet till Sverige av Vilhelm Moberg
- Soldaten av Ivar Lo-Johansson
- Sunnanäng av Astrid Lindgren[5]
- Svensk soldat av Jan Fridegård
- Tack vare Iris av Per Anders Fogelström
- Till Tabbas, reseskildring av Willy Kyrklund
- Utsikter över utländsk prosa av Artur Lundkvist

### V – Ö
- Vägar över Metaponto av Eyvind Johnson
- Äldst i världen av Folke Fridell
- Ögon, läppar av Hjalmar Gullberg

## Födda
- 7 februari – Håvard Rem, norsk författare och litteraturkritiker.
- 12 april – Anna-Lena Brundin, svensk författare, komiker, sångare.
- 17 april – Hans Crispin, svensk inspelningsledare, författare, producent, skådespelare och programledare på TV4.
- 18 april – Susan Faludi, amerikansk feministisk författare.
- 18 juni – Viveca Sten, svensk författare och jurist.
- 27 juni – Thure Erik Lund, norsk författare.
- 12 juli – Charlie Murphy, amerikansk skådespelare och författare.
- 1 augusti – Jan Henrik Swahn, svensk författare och översättare.
- 11 augusti – Lars Jakobson, svensk författare.
- 13 augusti – Mikael Niemi, svensk författare.
- 24 september – Bengt-Erik Engholm, svensk författare.
- 29 september – Jon Fosse, norsk författare.
- 31 oktober – Neal Stephenson, amerikansk science fiction-författare.
- 28 november – Maria Ernestam, svensk författare.
- 12 december – Göran Greider, svensk författare, poet, debattör och journalist.

## Avlidna
- 28 februari – Maxwell Anderson, 70, amerikansk dramatiker och författare.
- 26 mars – Raymond Chandler, 70, amerikansk författare.
- 23 juni – Boris Vian, 39, fransk ingenjör, författare och jazztrumpetare.
- 2 oktober – Jean-Pierre Duprey, 29, fransk poet och skulptör.

### Fotnoter
1. ↑  Hundra år i Sverige - 1959, Hans Dahlberg, Albert Bonniers, 1999
2. ↑  ”Nobelpriset i litteratur”. https://www.nobelprize.org/prizes/lists/all-nobel-prizes-in-literature/. Läst 20 mars 2011.
3. ↑  ”Astrid Lindgren”. http://www.astridlindgren.se/verken/bocker/bilderbocker. Läst 21 mars 2011.
4. ↑  ”Astrid Lindgren”. http://www.astridlindgren.se/verken/bocker/pjaser. Läst 21 mars 2011.
5. ↑  ”Astrid Lindgren”. http://www.astridlindgren.se/verken/bocker/textbocker?page=1. Läst 21 mars 2011.